# Ґжибіни-Малі
Ґжибіни-Малі (пол. Grzybiny Małe) — село в Польщі, у гміні Дзялдово Дзялдовського повіту Вармінсько-Мазурського воєводства.
У 1975-1998 роках село належало до Цехановського воєводства.